# بونوا رامامبي
بونوا موريس رامامبي (بالفرنسية: Benoit-Maurice Ramampy)‏ (1947 - 1996)، هُو مُخرج أفلام مدغشقري.

## سيرته الذاتية
وُلد بونوا رامامبي سنة 1947 في مدينة Ambalavao.
فاز فيلمه القصير «الحادثة» بجائزة أفضل فيلم قصير خلال الدورة الرابعة من المهرجان الأفريقي للسينما والتلفزيون في واغادوغو سنة 1973.

## قائمة أعماله
- الحادثة (بالفرنسية: L'Accident)‏، فيلم قصير صدر سنة 1972، يتحدث عن ابن يقتل ابنه بطريقة مأساوية.
- داهالو داهالو... (بالفرنسية: Dahalo, Dahalo...)‏، فيلم روائي صدر سنة 1984.
- ثمن السلام (بالفرنسية: Le Prix de la paix)‏، فيلم روائي صدر سنة 1987.

ذ

## الجوائز والترشيحات
| السنة | حفل توزيع الجوائز                                | الجائزة        | المُستلم للجائزة | النتيجة | مراجع |
| ----- | ------------------------------------------------ | -------------- | --------------- | ------- | ----- |
| 1973  | المهرجان الأفريقي للسينما والتلفزيون في واغادوغو | أفضل فيلم قصير | الحادثة         | فوز     |       |

## وصلات خارجية
- بونوا رامامبي في قاعدة بيانات الأفلام على الإنترنت